# Andrew Mawson, Baron Mawson

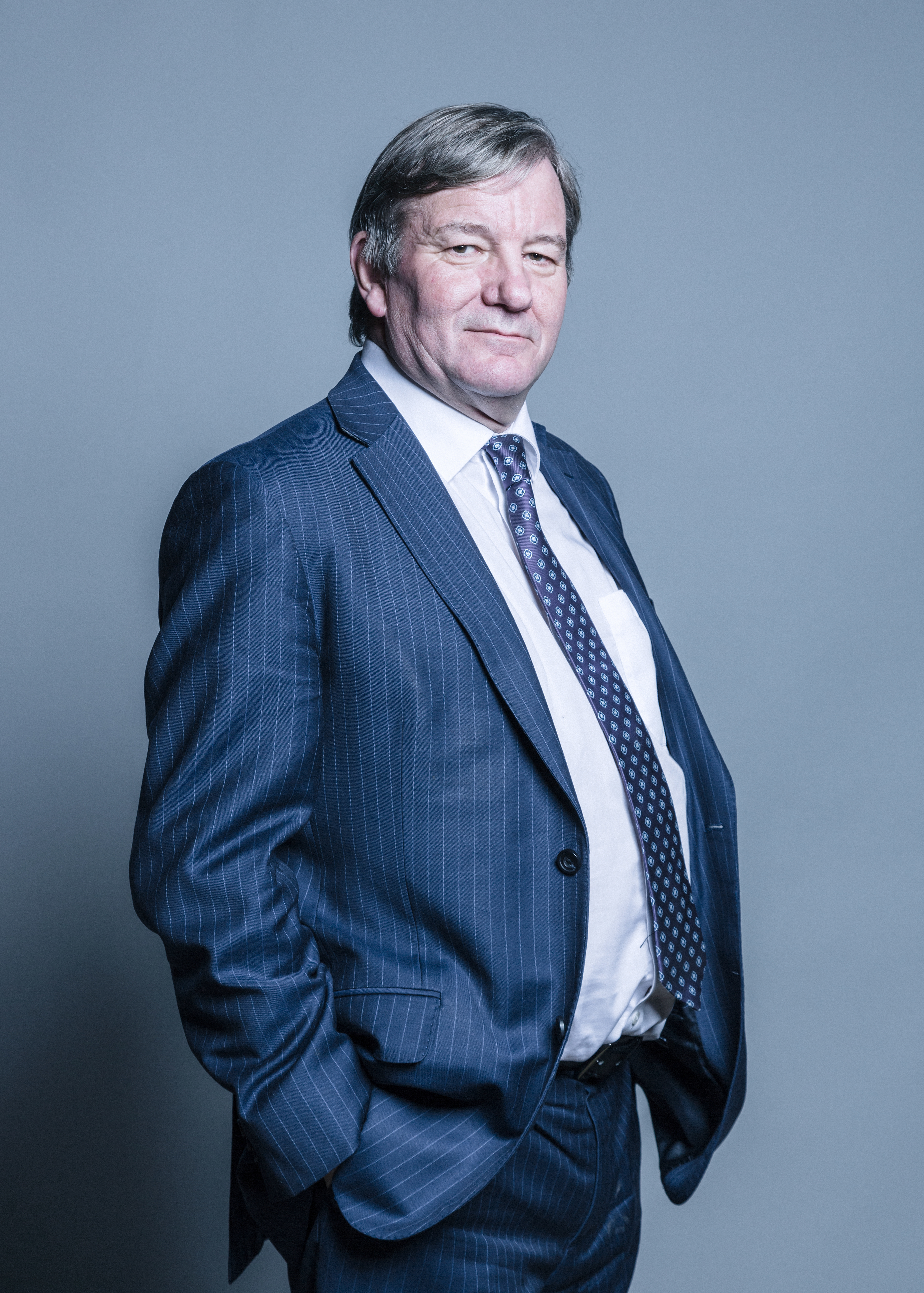
Andrew Mawson, Baron Mawson

Andrew Mawson, Baron Mawson OBE (* 8. November 1954) ist ein britischer Geistlicher der United Reformed Church und Politiker, der seit 2007 als Life Peer Mitglied des House of Lords ist.

## Leben
Mawson absolvierte nach dem Schulbesuch ein Studium der Theologie an der Victoria University of Manchester und schloss dieses Studium mit einem Bachelor of Theology ab. Er wurde 1984 Geistlicher der United Reformed Church und war in der Folgezeit Gründungspräsident und Verwaltungschef des Zentrums Bromley-by-Bow im London Borough of Tower Hamlets. Darüber hinaus wirkte er als Verwalter, Direktor sowie zuletzt als Präsident von Community Action Network und gründete 1996 Stanton Guildhouse. Weiterhin war er Gründer und Direktor der Water City Group sowie von Andrew Mawson Partnerships. Aufgrund seiner religiösen und gesellschaftlichen Verdienste wurde er 2000 als Officer des Order of the British Empire ausgezeichnet.
Durch ein Letters Patent vom 29. März 2007 wurde Mawson als Life Peer mit dem Titel Baron Mawson, of Bromley-by-Bow in the London Borough of Tower Hamlets, in den Adelsstand erhoben. Kurz darauf erfolgte am 30. April 2007 seine Einführung als Mitglied des House of Lords. Im Oberhaus gehört er der parteilosen Fraktion der Crossbencher an.
Lord Mawson, der auch Mitglied der London Legacy Development Corporation ist, engagiert sich ferner als Vorsitzender der überparteilichen Parlamentariergruppe für urbane Regeneration, Sport und Kultur.